# Lovrijenac
Lovrijenac és una fortalesa situada just a l'esquerra de Grad, o ciutat vella de Dubrovnik (Croàcia), mirant des del mar, que fou construïda a finals del segle xv i el xvi i que servia de reforç a les muralles de Dubrovnik.
Està ubicada sobre un sortint de terra entre dues badies o cales. La de la dreta, mirant des del mar, té dues roques, i entre la fortalesa i les muralles hi ha l'església de Sant Edurda; s'anomena badia de Pile o Uvala Pile. A l'esquerra la badia es coneix amb el nom de Lovrijenac (Uvala Lovrijenac).